# Mike Zunino
Michael Accorsi Zunino (ur. 25 marca 1991) – amerykański baseballista występujący na pozycji łapacza w Tampa Bay Rays.

## Przebieg kariery

### College
W 2009 został wybrany w 29. rundzie draftu przez Oakland Athletics, jednak nie podpisał kontraktu z organizacją tego klubu, gdyż zdecydował się podjąć studia na University of Florida, gdzie w latach 2010–2012 grał w drużynie uczelnianej Florida Gators. W 2011 został drugim zawodnikiem w historii uczelni, który został wybrany najlepszym baseballistą sezonu Southeastern Conference. Rok później otrzymał Dick Howser Trophy, dla najlepszego baseballisty w NCAA, Johnny Bench Award, dla najlepszego łapacza w NCAA, a także został wybrany do Baseball America All-American Team. Jako zawodnik Gators trzykrotnie wystąpił w turnieju College World Series. W sumie w barwach Gators zagrał w 193 meczach, w których uzyskał średnią 0,327.

### Seattle Mariners
W czerwcu 2012 został wybrany w pierwszej rundzie draftu przez Seattle Mariners. Zawodową karierę rozpoczął w Everett AquaSox (poziom Class A-Short Season), następnie grał Jackson Generals (Double-A). Sezon 2013 rozpoczął od występów w Tacoma Rainiers.
11 czerwca 2013 otrzymał powołanie do 40-osobowego składu Seattle Mariners i następnego dnia zadebiutował w Major League Baseball w meczu przeciwko Houston Astros, w którym zaliczył single'a. 14 czerwca 2013 w meczu z Oakland Athletics zdobył swojego pierwszego home runa w MLB. 25 lipca 2013 w spotkaniu z Minnesota Twins doznał złamania kości lewego nadgarstka. W okresie rehabilitacji rozegrał pięć meczów w zespole Triple-A Tacoma Rainiers, a do występów w MLB powrócił na początku września 2013.
Sezon 2016 rozpoczął od występów w Tacoma Rainiers. W kwietniu uzyskał między innymi drugą w lidze średnią 0,397, najlepszy wskaźnik slugging percentage (0,767), zdobył najwięcej home runów (7) oraz wszystkich baz ogółem (56) i został wybrany najlepszym zawodnikiem miesiąca w Pacific Coast League. Do gry w MLB powrócił 2 lipca, zdobywając dwa home runy w wygranym przez Mariners 12–6 meczu z Baltimore Orioles.

### Tampa Bay Rays
8 listopada 2018 w ramach wymiany zawodników przeszedł do Tampa Bay Rays.